# Флирт с дьяволом
«Флирт с дьяволом» (англ. Shattered) — американский триллер 2022 года режиссёра Луиса Прието. Главные роли исполнили Камерон Монахэн, Фрэнк Грилло, Лилли Круг и Джон Малкович.. Съемки завершились в штате Монтана в июне 2021 года. Фильм был показан в нескольких кинотеатрах 14 января 2022 года и был выпущен на DVD и Blu-ray 22 февраля 2022 года. В России фильм вышел 17 марта 2022 года.

## Сюжет
Молодой Крис Дэкер когда-то был программистом, но после удачного прорыва в сфере охранных программ продал свою компанию корпорации «Гугл» и теперь живёт на покое в уединённом доме в горах Монтаны. Ему звонит бывшая жена Джейми, Крис соглашается подписать документы о передаче ей и их дочери Уиллоу части своего состояния. Отправившись вечером в магазин, Крис знакомится там с привлекательной девушкой Скай. Девушка не хочет возвращаться в мотель, где её беспокоит полусумасшедшая соседка Лиза, и Крис привозит её домой и занимается с ней сексом. На следующий день он находит Скай по месту работы. Крис видит, как хулиган азиатской внешности пытается вскрыть его машину монтировкой. Хулиган проявляет агрессию, и Крис предлагает ему просто уйти, но Скай с руганью бросает в него бутылку. Хулиган набрасывается на парочку, Скай спотыкается и падает, а подскочивший хулиган наносит несколько ударов по ноге Криса, ломая её.
Скай привозит Криса с загипсованной ногой домой и предлагает остаться у него вместо сиделки. Она возвращается за вещами в мотель и занимается с Лизой сексом. На следующее утро хозяин мотеля Джон Грэхем находит в ванне мёртвую Лизу, прибывший инспектор заявляет, что в их базе нет никакой Скайлер Уэбб. Проснувшийся после бурного секса со Скай Крис замечает, что пропал его телефон, управляющий всеми системами в доме. Он видит сюжет местных новостей о смерти Лизы и рассказывает о нём приехавшей Скай, но девушка совершенно спокойно заявляет, что убила Лизу и пользовалась её квартирой, чтобы наблюдать в телескоп за домом Криса, составить понятие о его образе жизни и вовремя ему навязаться. Крис требует, чтобы она убиралась из его дома, но Скай оглушает его электрошокером, привязывает к креслу и пытками выбивает из него коды. Переведя деньги на свой счёт, Скай вызывает преступника-азиата (который ранее сломал ногу Крису), тот согласен забрать всю коллекцию вин и картин Криса и его мебель.
Тем временем Рональд Грэхем находит телескоп и, налюбовавшись голой женщиной, занимавшейся йогой, замечает, как Скай пытает Криса. Воспользовавшись её отсутствием, старик проникает в дом. Он развязывает руки Криса в обмен на картину Пикассо, но уйти с ней ему не удаётся – приехавшая Скай убивает его самурайским мечом Криса. Крис выбирается во двор и уезжает на снегоходе, но попадает на камень и скатывается на дорогу, прямо перед автомобилем. Водитель подбирает Криса и отвозит его к Скай, представившись её отчимом Себастьяном. Преступная парочка ограбила уже не одного одинокого богача. Они знают об облигациях на 14 млн долларов, лежащих в банке, и Себастьян отрубает палец Криса, чтобы активировать дактилоскопический замок хранилища.
Джейми и Уиллоу приезжают в дом Криса, но Себастьян и Скай запирают их в чулане вместе с Крисом. Себастьян приматывает палец Криса к кисти, с помощью гипса замаскировав руку под сломанную, и вместе со Скай спешит в банк, но находит там лишь письмо Джейми, которая по совету юриста забрала облигации для гарантии до окончания развода. Узнав об этом, Крис понимает, что преступники вот-вот вернутся. Уиллоу удаётся пролезть через вентиляционный люк и освободить родителей. Себастьян требует от Скай, чтобы та убила Криса, но девушка пристреливает его самого. Крису удаётся подобрать свой телефон, происходит бой между супругами и Скай. Уиллоу подбирает револьвер и пускает пулю в спину Скай, к дому прибывает полиция. Умирающая Скай называет Крису своё настоящее имя – Маргарет.

## В ролях
- Камерон Монахэн — Крис Дэкер[4]
- Фрэнк Грилло — Себастьян[4]
- Лилли Круг — Скай (Скайлер Маргарет Уэбб)[5]
- Джон Малкович — Рональд Грэхем[4]
- Саша Лусс — Джейми Дэкер[4]
- Эш Сантос — Лиза[4]
- Ридли Бейтман — Уиллоу Дэкер[4]

## Критика
На сайте-агрегаторе рецензий Rotten Tomatoes лишь 19% из 37 рецензий критиков положительные, средняя оценка составляет 3,9/10.